# Kászoni Zoltán István
Kászoni Zoltán István (Kolozsvár, 1952. december 25. – Bécs, 2020. március 31.) romániai magyar újságíró, szerkesztő, irodalmár, nyelvész. Kászoni Zoltán fia.

## Életútja
Középiskolát Bukarestben végzett (1971), felsőfokú tanulmányokat a bukaresti egyetem angol–magyar szakján folytatott, ahol középiskolai tanári diplomát szerzett (1975). A Hét Horizont című rovatának szerkesztője. Utószóval látta el Malcolm Lowry Vulkán alatt (1980), John Cowper Powys Wolf Solent (1982) és John Galsworthy Forsyte-Saga (1983) című regényét a Horizont-sorozatban. A Kozmikus társkeresés című kötet (1983) több rádiócsillagászati és logikai, ill. valószínűségszámítási írásának fordítója angolból.